# كيلي أوكين
كيلي أوكين (بالإنجليزية: Kelly AuCoin)‏ هو ممثل أمريكي بدأ مسيرته الفنية عام 1990.

## الأعمال
- المملكة
- بيت من ورق
- الى الأبد
- الأمريكيون
- بيرسون أوف إنترست
- الإبتدائية
- فتاة النميمة
- ذا غود وايف
- دون أثر

## وصلات خارجية
- كيلي أوكين على موقع IMDb (الإنجليزية)
- كيلي أوكين على موقع قاعدة بيانات برودواي على الإنترنت (الإنجليزية)
- كيلي أوكين على موقع قاعدة بيانات الفيلم (الإنجليزية)